# Super Video Graphics Array

SVGA im Vergleich mit anderen Formaten

Super Video Graphics Array, kurz SVGA bezeichnet verschiedene Dinge:
1. allgemein Grafikkarten, deren Leistung über den VGA-Standard hinausgeht. In diesem Sinne war der Ausdruck SVGA bis Mitte/Ende der 1990er-Jahre üblich.
2. spezifischer einen zu VGA abwärtskompatiblen Grafikstandard (VESA 1.2), der bestimmte Kombinationen von Bildauflösung und Farbanzahl (Farbtiefe resp. Bittiefe) sowie Bildwiederholfrequenz gemäß der VESA BIOS Extension definiert. Auf einer Kombination aus Grafikkarte und Bildschirm, die beide VESA 1.2 unterstützen, können Grafikauflösungen bis 1280 × 1024 mit 16 Millionen Farben dargestellt werden.[1]
3. die Auflösung 800 × 600 Bildpunkte (Seitenverhältnis 4:3) unabhängig von anderen Parametern.[2]

Für Bildschirme im Breitbildformat hat sich außerdem informell WSVGA (Wide SVGA) eingebürgert, was üblicherweise 1024 × 600 Pixel (< 16:9) entspricht.
Die VESA-Modi von SVGA unterstützen die Farbtiefen 15 Bit mit 32768 Farben und 16 Bit mit 65536 Farben, auch Real-Color- und High-Color-Farbmodi genannt, sowie 24 Bit mit 16777216 Farben, bezeichnet als True Color.